# The Canyon
The Canyon est une œuvre symphonique de Philip Glass composée en 1988 pour l'Orchestre philharmonique de Rotterdam. L'œuvre fait appel à huit joueurs d'instruments divers. Philip Glass ne se référait à aucun canyon particulier mais plutôt à un canyon idéal né de son imagination. Lors de la représentation de Rotterdam, la scène représentait une gorge, ou un canyon grandiose, traversé en silence par un voyageur solitaire.
The Canyon fait partie d'une trilogie de « portraits de la nature » écrits sous une forme symphonique. Cette œuvre suit la composition The Light et précède la composition Itaipu.

## Structure
The Canyon est comme un grand crescendo et decrescendo de forme ABA. De chiffrage 3 mesures à 5/4 - 1 mesure à 6/4, il commence par un solo de percussion, puis par une longue phrase toute en "mi" des instruments aigus. Durant environ 5 minutes, un thème tout en accords vient se former et s'enrichir. Puis un thème A joué par un ensemble imposant de percussions (8 percussionnistes dans l'effectif) est joué quatre fois, chaque fois un peu différent. Il n'est constitué que de 4 notes différentes : ré, mi, sol# et la#. Après un repos, le thème B arrive, joué aux cordes, et constitué essentiellement de la gamme par tons (ré, mi, fa#, sol#, la#, do, ré). Dans les 3 dernières minutes, reviennent le thème en accords majeurs du début, puis le thème des mi aigus. À la fin, on n'entend plus que les 8 mesures du thème de caisse claire du début. Tous ces thèmes seront accompagnés en permanence par un accompagnement impassible, tout en "mi".
L'exécution de l'œuvre dure environ 17 minutes.

## Discographie sélective
- Itaipu, The Canyon, par l'Atlanta Symphony Orchestra and Chorus, dirigé par Robert Shaw, Sony Classicals, 1990

## Liens
- (en) The Canyon sur le site officiel de Philip Glass

- Ressource relative à la musique :   - BRAHMS
- Notices d'autorité :   - VIAF
  - GND